# Chondroblastom
Das Chondroblastom (auch Codman-Tumor genannt) ist eine gutartige Form des Knochentumors. Es entsteht meist an der Epiphyse der langer Röhrenknochen. Die häufigsten Lokalisationen sind das untere Ende des Oberschenkelknochens und das obere des Schienbeins.
Der langsam wachsende Tumor verursacht gelegentlich Schmerzen und Ergüsse im angrenzenden Gelenk. Obwohl es sich um einen als „gutartig“ angesehenen Tumor handelt, können bei manchen Patienten Lungenmetastasen beobachtet werden.
Feingeweblich zeigt dieser scharf umgrenzte Tumor chondroblastenartige Zellen und Riesenzellen.
Die Therapie erfolgt in aller Regel operativ durch Ausräumung des Tumors und sofern notwendig Auffüllen des entstandenen Defektes mittels Spongiosaplastik. Rezidive oder maligne Entartung sind anschließend selten.